# Roni Jonah
Pour les articles homonymes, voir Roni et Jonah.
Roni Jonah, née le 16 juillet 1986 à Vancouver, est une actrice, réalisatrice, scénariste et catcheuse professionnelle canadienne.

## Biographie
Roni Jonah a combattu pour l'Ohio Valley Wrestling, ainsi que pour la Women's Extreme Wrestling.

## Filmographie

### Comme actrice
- 2002 : OVW: Wrestling's Future Stars : elle-même
- 2008 : The Little Sex Shop of Horrors (court métrage) : Vampire
- 2008 : Hell-ephone : Undercover Vice Cop
- 2009 : The Legacy : Betty
- 2009 : Saucer Sex from Beyond (court métrage) : Anima
- 2009 : Trepan (court métrage) : Avri
- 2009 : Hell House : Betty
- 2010 : Queen of the Cursed World : Stoner Party Chick
- 2010 : Zombie Hombre (court métrage) : Zombie Queen
- 2010 : The Last Temptation of Fluffy (court métrage) : Pam
- 2010 : Flying Saucer Sexodus : Anima / Quenn Anne
- 2010 : Major Power and the Robot from Saturn (court métrage) : Depressia
- 2010 : Trouser Snake (court métrage) : Sally / William
- 2010 : Steampunk : Betty
- 2010 : Tomato Man : Ann
- 2010 : Monster Zappers (court métrage) : Vanessa
- 2011 : Deadly Dares: Truth or Dare Part IV : Amy Curtis
- 2011 : Swordbearer (court métrage) : Djemo
- 2011 : Overtime : Y-Box Fanatic
- 2011 : Saucer Sex Peep Show (court métrage) : Queen Penelope / Drunk Horny Sister
- 2011 : Breakfast Impossible: Series One : Starla Roxx
- 2011 : Paradise : Aiana
- 2012 : Nightmare Fuel : Liz
- 2013 : Temporally Yours: Or Paradox Lost (court métrage) : Undead Rainbow Brite
- 2013 : Gastronomique Excite (série télévisée) : Lulu Grace
- 2013 : The Hospital : Hooker
- 2013 : Easter Casket : Sister Mary Joan
- 2013 : Hi-8 (Horror Independent 8) : Mystery Mistress
- 2014 : Back in the Day : Stripper #2
- 2014 : The Old Winter : Maggie
- 2014 : Kill, Granny, Kill! : Marcy
- 2014 : Hicky: The Hillbilly Vampire : City Vampire 2
- 2014 : The Zombie Movie : Roni Jonah
- 2010-2014 : Girl/Girl Scene (web-série) : Trista Bennett
- 2014 : Uncle Daddy (série télévisée) : Consenting Adult Female Relative (voix)
- 2015 : Roshambo : Glorious Vangella
- 2015 : Volumes of Blood : Kaelin
- 2015 : A Wedding Like That (court métrage) : Joan Dixon
- 2015 : Shark Exorcist : Nancy Chase
- 2015 : The Mysteries of Science (série télévisée) : Scientist Sigma / Bebe Hotep
- 2015 : Astro Space Hero (série télévisée) : X'ian Scientist
- 2015 : Vigilante 7 : Product Placement Girl
- 2016 : Dagger Kiss (en) (série télévisée) : Jenna
- 2016 : Selling Stupid : Sloane
- 2016 : Pitfire of Hell : Pillow Fight Girl
- 2016 : Don't Wait Til Dawn : Rachael
- 2016 : Bailiwick : Billie
- 2016 : Cannibal Cop : Brianna Bennett
- 2017 : Sasquatch vs. Yeti : Lillian

### Comme réalisatrice
- 2009 : The Legacy
- 2009 : Trepan (court métrage)
- 2009 : Hell House
- 2013 : Gastronomique Excite (série télévisée)
- 2014 : The Zombie Movie
- 2015 : The Mysteries of Science (série télévisée)

### Comme scénariste
- 2009 : The Legacy
- 2009 : Trepan (court métrage)
- 2009 : Hell House (writer)
- 2014 : The Zombie Movie
- 2016 : Selling Stupid
- 2016 : Bailiwick

### Comme productrice
- 2009 : Trepan (court métrage)
- 2014 : The Zombie Movie
- 2015 : The Mysteries of Science (série télévisée)